# Jüdischer Friedhof (Bukowsko)
Koordinaten: 49° 28′ 1,6″ N, 22° 5′ 14,3″ O

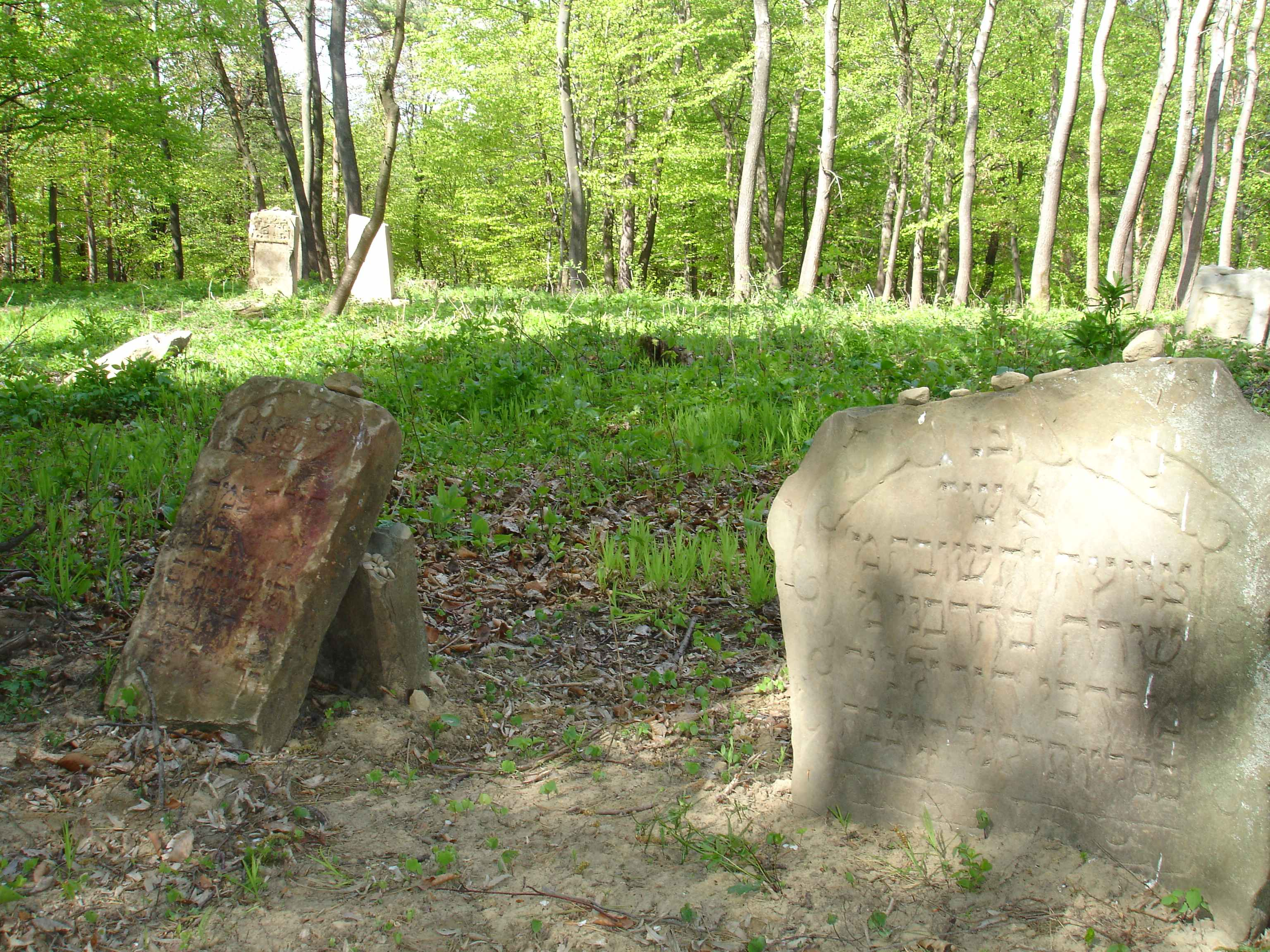
Jüdischer Friedhof in Bukowsko

Der Jüdische Friedhof in Bukowsko, einem polnischen Dorf im Powiat Sanocki in der Woiwodschaft Karpatenvorland, wurde vermutlich im 19. Jahrhundert errichtet. Der jüdische Friedhof befindet sich circa drei Kilometer südöstlich des Ortes. 
Auf dem 0,5 Hektar großen Friedhof sind heute nur noch wenige Grabsteine erhalten.